# Диаките, Дрисса
Дрисса́ Диаките́ (фр. Drissa Diakité; 18 февраля 1985, Бамако, Мали) — малийский футболист, защитник клуба «Калитея». Выступал в национальной сборной Мали. Дрисса обычно играет на позиции правого защитника или опорного полузащитника.

## Биография

### Клубная карьера
Профессиональную карьеру Дрисса начал на родине, в клубе «Джолиба». В 2004 году Диаките перешёл в алжирский «МК Алжир», за который провёл 24 игры. В 2006 году присоединился к французской «Ницце». С лета 2012 года Диаките выступал в чемпионате Греции, в «Олимпиакосе».
В мае 2013 Дрисса возвратился во Францию, подписав двухлетний контракт с «Бастией».

### Карьера в сборной
Диаките играл за молодёжную сборную Мали на Молодёжном чемпионате мира 2003. Также входил в состав олимпийской сборной на Олимпиаде в Афинах, с которой вышел из группы и проиграл сборной Италии в 1/4 финала только в дополнительное время. В 2012 году в составе сборной занял третье место на Кубке африканских наций в Габоне и Экваториальной Гвинее.

## Достижения
- Чемпион Греции (1): 2012/13